# Phạm Quang Hợi
Phạm Quang Hợi (sinh 1953), là một sĩ quan cấp cao trong Quân đội nhân dân Việt Nam, hàm Trung tướng, nguyên Tư lệnh Quân khu 3, là đại biểu Quốc hội Việt Nam khóa 12, thuộc đoàn đại biểu Hưng Yên.

## Thân thế và sự nghiệp
Ông sinh ngày 24 tháng 8 năm 1953, quê quán thôn Hòa Nhuệ, xã Tiên Động, huyện Tứ Kỳ, tỉnh Hải Dương
Trước đó ông từng giữ chức Chỉ huy trưởng Bộ Chỉ huy quân sự Thành phố Hà Nội
Năm 2005, bổ nhiệm giữ chức Phó Tư lệnh kiêm Tham mưu trưởng Quân khu 3
Năm 2011, bổ nhiệm giữ chức Tư lệnh Quân khu 3
Năm 2013, nghỉ hưu.
Thiếu tướng (2006), Trung tướng (2010)